# Mireille Delmas-Marty
Mireille Delmas-Marty (París, 10 de mayo de 1941 - Saint-Germain-Laval (Seine-et-Marne), 12 de febrero de 2022) fue una jurista francesa, miembro del Instituto de Francia. En 2012 fue nombrada presidenta electa del Observatoire Pharos del pluralismo de culturas y religiones.

## Biografía universitaria y profesional nacional
Asistenta de curso en la Facultad de Derecho de París en 1967 obtuvo el Doctorado en Ciencias Criminales en 1969 realizando la tesis en la Universidad Panthéon-Assas bajo la dirección de Robert Vouin, con el título « les sociétés de construction devant la loi pénale », LGDJ, 1972.) (Las sociedad de construcción ante la Ley penal) Al año siguiente fue agregada en Derecho privado y ciencias criminales.
Profesora de la Universidad de Lille II (1970-1977), Universidad de París-Sur (1977-1990) y Universidad de París I Panthéon-Sorbonne (hasta el 2002), fue miembro del Instituto de Francia de 1992 hasta 2002. expresidenta de la École des Hautes Études en Sciences Sociales (EHESS) y directora de la École doctorale de droit comparé de Paris (Escuela doctoral de Derecho comparado de París) (entre 1997 y 2002, fundó , en 1991, la Association de recherches pénales européennes (ARPE) (Asociación de investigaciones penales europeas) y fue miembro del Alto Consejo de la Ciencia y de la Tecnología desde 2006 así como administrativa de la Biblioteca Nacional de Francia.
Entre 2003 y 2008 fue miembro del Comité consultivo nacional de ética
En noviembre de 2002, fue designada en el Colegio de Francia para ocupar la cátedra de estudios jurídicos comparativos e internacionalización del derecho. Al alcanzar la edad límite (70 años), se convirtió en profesora honoraria desde 2012.
El 22 de mayo de 2007, fue elegida por la Academia de ciencias morales y política para ocupar la silla número 1 de la sección « moral y sociología », en sustitución de Jean Cazeneuve.
El 2 de febrero de 2011, fue designada Alta autoridad del Partido Socialista para la organización de las primarias

## Influencia legislativa y doctrinal
Fue miembro de numerosas comisiones legislativas o constitucionales.
Así, en 1981, es miembro, hasta 1986, de la comisión de reforma del Código Penal establecida y presidida por Robert Badinter. En 1988, después del éxito de la izquierda en las elecciones legislativas de Francia de 1988, y hasta 1990,  es nombrada, por el ministro de Justicia Pierre Arpaillange, presidenta de la comisión « Justice pénale et droits de l'homme » (Justicia penal y derechos del hombre) y contrata como tal muchos informes del Primer ministro.
Miembro, entre 1992 y 1993, del Comité de reflexión para la creación de una jurisdicción penal internacional, ella ha ejercido las funcionas de coordinadora del comité de expertos de la Unión Europea bajo el proyecto « Corpus Juris » de Derecho penal europeo entre 1996 y 1999 y presidenta del comité de vigilancia de la Oficina europea de lucha contra el fraude.
En 1992, fue designada por François Mitterrand miembro del Comité consultivo para la revisión de la Constitución, presidido por el Decano Georges Vedel. En 2001, fue designada, por Jacques Chirac y Lionel Jospin, para participar en el grupo de trabajo « Débat sur l'avenir de l'Europe » (Debate sobre el futuro de Europa) y presidido por Guy Braibant.

## Su implicación internacional
Mireille Delmas-Marty era miembro, desde 1990, de la Real Academia de Bélgica. Enseñó en numerosas universidades extranjeras, entre ellas las universidad de Bangui (en 1978), de Sao Paolo (en 1980), de Maracaibo, de Montreal (en 1983), de Bruxelles (en 1997) y de Florence (Academia de derecho europeo en 1997 y el Instituto Universitario Europeo en 2001-2002). En 1998, fue invitada para enseñar cursos en la Universidad de Cambridge.

## Plan de estudios
- 1969 : Doctorado en Derecho
- 1970 : Agregación en Derecho privado y ciencias criminales
- 1970-1977 : profesora en la Université Lille 2
- 1977-1990 : profesora en la Universidad de París-Sur Jean Monnet
- 1990-2002 : profesora en la Universidad de París I Panthéon-Sorbonne
- desde 2002 : profesora en el Colegio de Francia

## Premios y menciones
- Miembro de la Real Academia de Bélgica (1990)
- Miembro de la Academia universal de las culturas (1999)
- Comandante de la Orden Nacional del Mérito (2003)
- Miembro de la Académie des sciences morales et politiques (2007)
- Comandante de la Legión de Honor (2008)
- Doctora honoris causa en las Universidad de Liège (1992), Urbino (1994), Uppsala (1995), Pekín (1996), Londres y Louvain (2002)
- Gran Oficial de la Orden Nacional del Mérito (2013)